# Polycladida
Die Ordnung der Polycladida (Gr.: Vielästige), im deutschen manchmal als Meeresstrudelwürmer bezeichnet, umfasst eine Gruppe von freilebenden Plattwürmern. Sie sind hauptsächlich in den Korallenriffen der tropischen Meere beheimatet. Ihren griechischen Namen haben sie von ihrem reich verzweigten und verästelten Darmtrakt, der bei vielen Arten mit durchscheinender Haut sichtbar ist. Obwohl sie in der Zoologie seit rund 150 Jahren bekannt sind, sind erst relativ wenige Arten beschrieben.

## Merkmale
Die Polycladida sind wie alle Plattwürmer sehr flach gebaut und nur wenige Millimeter dick. Da sie keinerlei Atmungsorgane und Bluttransportsysteme besitzen, müssen alle Zellen zum Stoffaustausch nahe der Oberfläche liegen. Die Länge der Individuen variiert zwischen 1 mm und 30 cm. Sie können relativ breit werden, von ovaler Gestalt, und ähneln dann äußerlich den marinen Nacktschnecken aus der Gruppe der Nacktkiemer.
Meist ist ihre Oberfläche glatt, einige Gattungen wie Acanthozoon und Thysanozoon weisen jedoch dorsale Papillen auf. Tentakelartige Bildungen einiger Arten im Kopfbereich bestehen aus Hautfalten und sind nicht mit den Tentakelbildungen bzw. Fühlerbildungen der Nacktkiemer zu verwechseln.
Die Epidermis der Polycladida ist oft von dunkler Farbe, meistens erscheint sie jedoch transparent. Die durch die Haut scheinenden Ovarien sind von roter bis violetter Farbe und geben ihnen dennoch ein farbenprächtiges Aussehen.
Alle Plattwürmer besitzen ein mesodermales Parenchym, das von einer interstitiellen Flüssigkeit gefüllt ist. Der Druck dieser Flüssigkeit wirkt als hydrostatisches Skelett dem umgebenden Wasserdruck entgegen. Dies gibt dem Körper der Plattwürmer die Möglichkeit der Verformbarkeit und Anpassung an die Oberfläche der Riffe, auf denen sie leben. Durch Wimpern an der Oberfläche der Epidermis können sie sich schnell fortbewegen. Größere Arten schwimmen mit Hilfe der Kontraktionen ihrer Längs- und Ringmuskulatur. Dabei bilden die Ränder undulierende Wellen wie bei den Schwimmbewegungen der marinen Nacktschnecken.

## Sinnesorgane

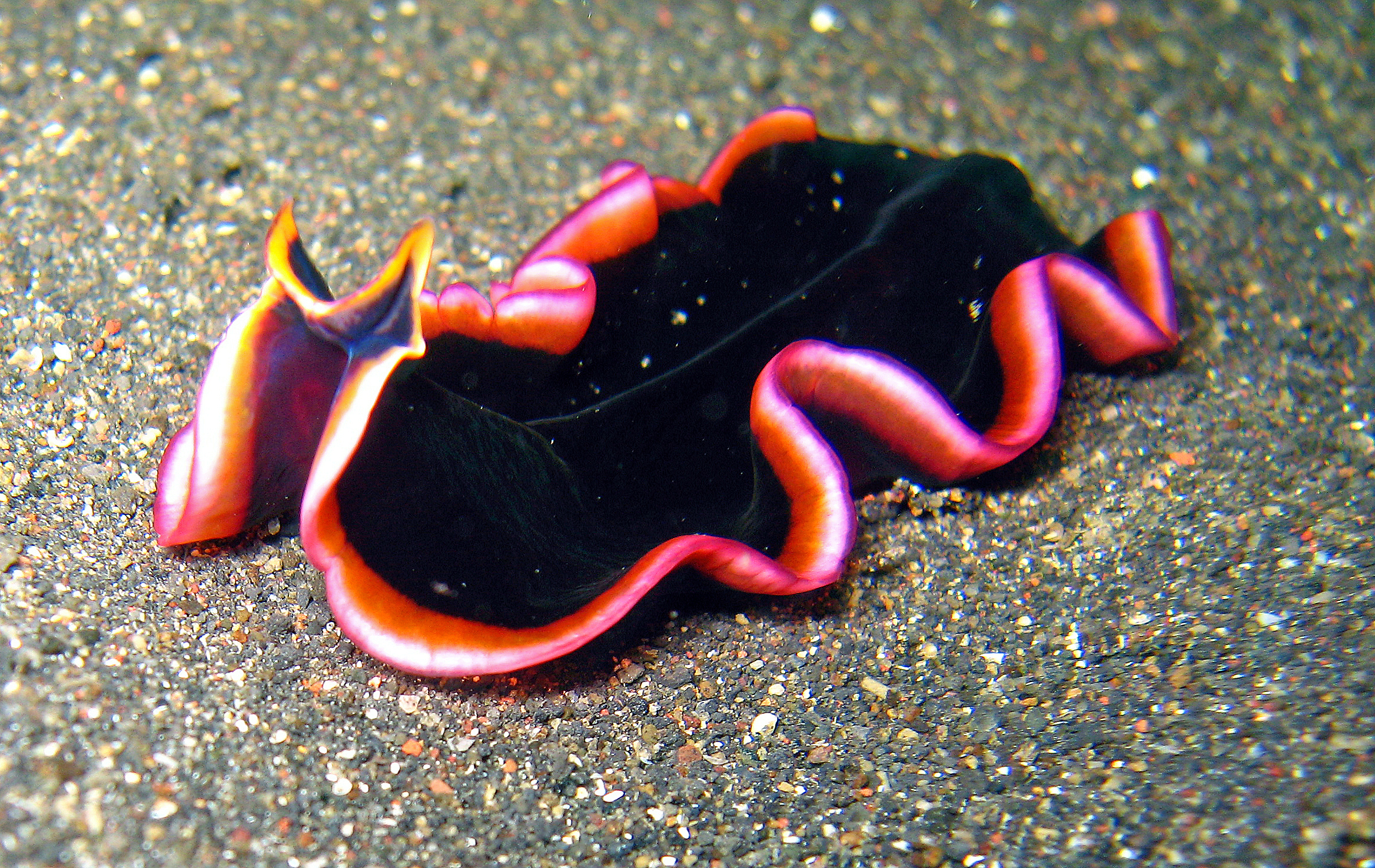
Pseudobiceros hancockanus

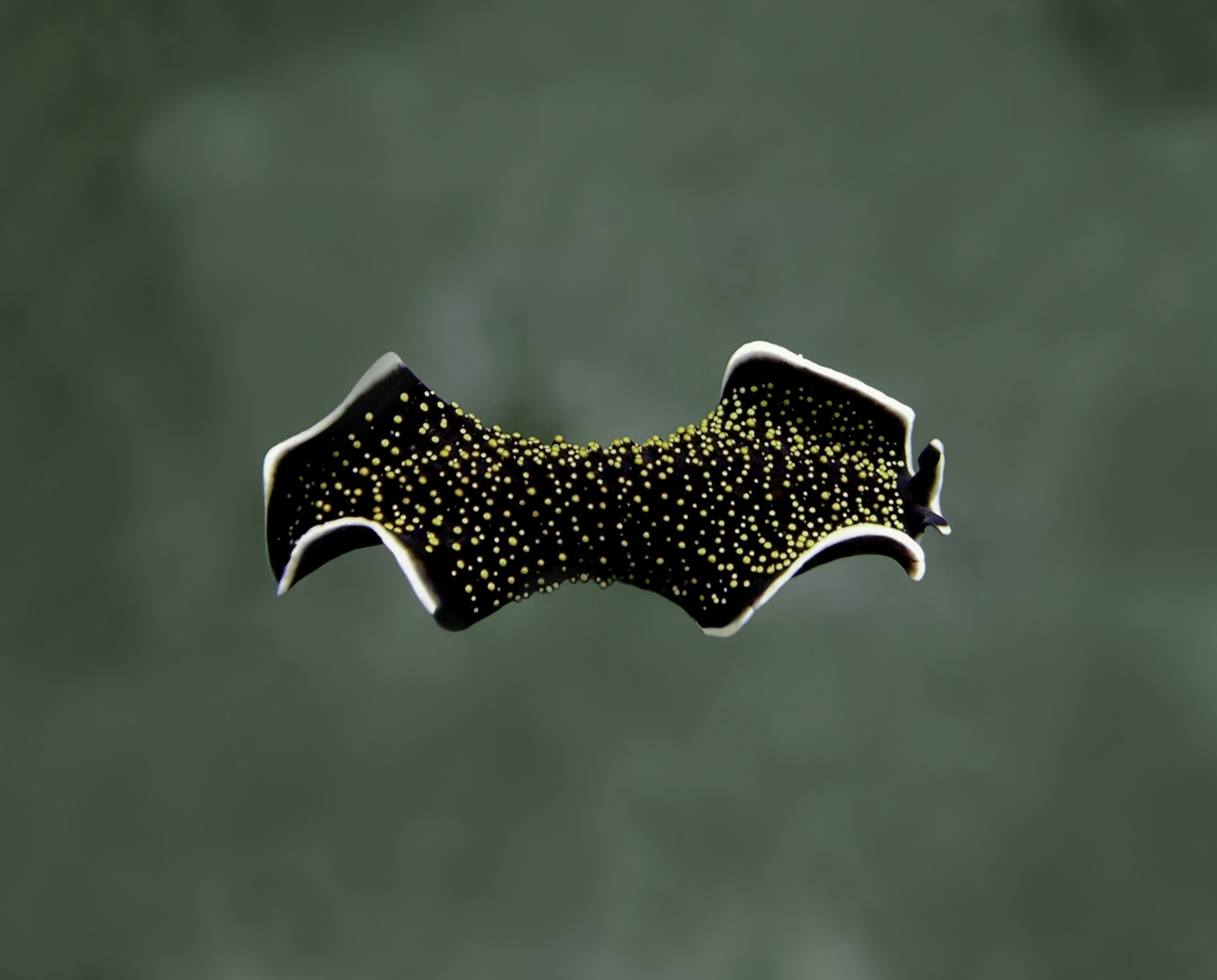
Thysanozoon nigropapillosum

Die an der Kopfseite liegenden beiden tentakelartigen Falten werden als „Pseudotentakel“ bezeichnet. Auf diesen Pseudotentakeln liegen Pigmentbecherocellen als lichtempfindliche Sinnesorgane. Das wichtigste photosensorische Sinnesorgan ist jedoch der zerebrale Augenfleck, der oberhalb des Zerebralganglions, des „Gehirns“ der Plattwürmer, liegt. Er besteht aus mehreren Pigmentbecherocellen, die eine Helligkeitswahrnehmung und die Ermittlung der Richtung des einfallenden Lichts ermöglichen.
Darüber hinaus gibt es Mechanorezeptoren entlang des gesamten Körpers und Statocysten zur Wahrnehmung der Schwerkraft. Zahlreiche Chemorezeptoren liegen hauptsächlich in zwei an der Basis der Pseudotentakel liegenden Gruben. Sie ermöglichen das Auffinden von Nahrungsquellen und Partnern zur geschlechtlichen Vermehrung. Die Plattwürmer sind Zwitter.

## Ernährung
Die Polycladida sind größtenteils fleischfressende Räuber, sie ernähren sich von sessilen Tieren wie Schwämmen, Moostierchen, Korallen und Kolonien bildenden wie solitären Manteltieren. Ihr Pharynx kann dabei ausgestülpt werden und durch eiweißspaltende Enzyme kann die Beute vorverdaut werden. Manche Arten überfallen auch Muscheln und gefährden, wenn sie in großer Zahl auftreten, die Aquakultur von Austern wie Stylochus matatasi von den Salomonen. Einige Arten sind jedoch herbivor und ernähren sich von Grünalgen und Kieselalgen.

## Lebensweise
Polycladida kommen im Litoral und Sublitoral hauptsächlich in tropischen Gewässern vor, in denen meist die Korallenriffe ihren Lebensraum bilden. Sie jagen meist nachts, um vor den Raubfischen sicher zu sein. Tagsüber verstecken sie sich unter Steinen, in Höhlen oder zwischen den Kolonien von Schwämmen oder Manteltieren, die ihre Nahrung bilden. Viele Arten, hauptsächlich aus der Unterordnung Cotylea, sind auch tagsüber aufzufinden. Sie besitzen eine Signalfärbung, die sie für ihre Feinde als ungenießbar ausweist. Andere Arten betreiben durch ihre auffällige Färbung Mimikry und ahmen ungenießbare Nacktschnecken nach. Bei vielen Arten ist noch nicht untersucht, ob sie wirklich für Fische und Krebstiere ungenießbar sind (Müller’sche Mimikry) oder nur ungenießbare Tiere nachahmen (Bates’sche Mimikry). Ihre hohe Regenerationsfähigkeit bietet außerdem die Möglichkeit, Angriffe von Raubfischen zu überleben. Werden sie angegriffen, zerfallen sie oft in mehrere Teile, die sich wieder zu einem vollständigen Individuum regenerieren können. Aus diesem Grund sind sie jedoch schwierig zu fangen und zu präparieren, was eine systematische Untersuchung sehr schwierig macht.

## Arten (Auswahl)
- Pseudobiceros gloriosus